# 玻璃市
玻璃市，简称玻州，是馬來西亞十三州中最小的州，位于马来半岛西海岸北部，南為吉打州，北與泰國的沙敦府、宋卡府為界。玻璃市在暹罗王朝统治时曾称帕里特。
玻璃市的首府是加央，皇城则为亚娄。亚娄也是皇殿所在地，位于加央以东十公里处。其他主要城镇如巴东勿刹，位于马來西亞、泰國边界。玻璃市港口是玻璃市河的河口港，是前往浮罗交怡岛的渡头，也是玻州的主要渔业港口。玻璃市有一座著名的蛇養殖場及研究中心，位於峇株巴辖河邊。主要的景點為玻璃市州立公园和暗窟（Gua Kelam）。
玻璃市 (Perlis) 的名称源自督玻璃市Tok Perlis这位人物。根据另一种说法，“玻璃市”源自暹罗文“ Phrau Loi”，意思是漂流的椰子。

## 历史
玻璃市曾经是吉打苏丹王朝的一部份，并且其许多地方亦曾受泰国暹罗或亚齐所统治。1821年时，暹罗占领了吉打，这使英国担忧其霹雳殖民地会受到威胁。这使英国与暹罗在1826年6月20日签订《伯尼条约》。根据条约，暹罗成为英国的盟友，并将吉打苏丹阿末达祖丁废黜。苏丹阿末和他的武装支持者在十二年多（1830至1842）的不断尝试夺权但最终失败了。
泰国将吉打于1842年归还给吉打苏丹时，苏丹只得献出玻璃市作为暹罗王朝的臣属州，以换回本身对于吉打的主权。暹罗委任拉惹弄聒（Raja Long Krok）作为泰国在玻璃市的总督而赛胡先贾马鲁拉尔则担任副总督。1843年3月20日，泰国让哈德拉米人和阿拉伯人的后裔赛胡先贾马鲁拉尔成为玻璃市第一任拉惹。这使玻璃市作为一个拥有自治权的地区。他的后代至今仍为玻璃市的统治者，但封衔不是苏丹，而是拉惹。
1909年英国-暹罗条约中暹罗被强制将玻璃市连同马来亚北部邦属如吉打、登嘉楼和吉兰丹的宗主权转给英国。英国在亚娄派遣了一位参政司管理该州事务。玻璃市在第二次世界大战中被日本割让给泰国以回报泰国和日本联盟，在日本投降后，玻璃市又回到英国的保护伞之下，并作为马来亚联邦，即之后的马来亚联合邦的一部分独立，并在1963年作为马来亚参组马来西亚联邦 。
自2000年以来，玻璃市的拉惹为端姑賽西拉祖丁，其曾在2001年12月13日至2006年12月12日担任马来西亚的最高元首。前任玻璃市州务大臣是来自国阵的阿兹兰曼。

## 地理

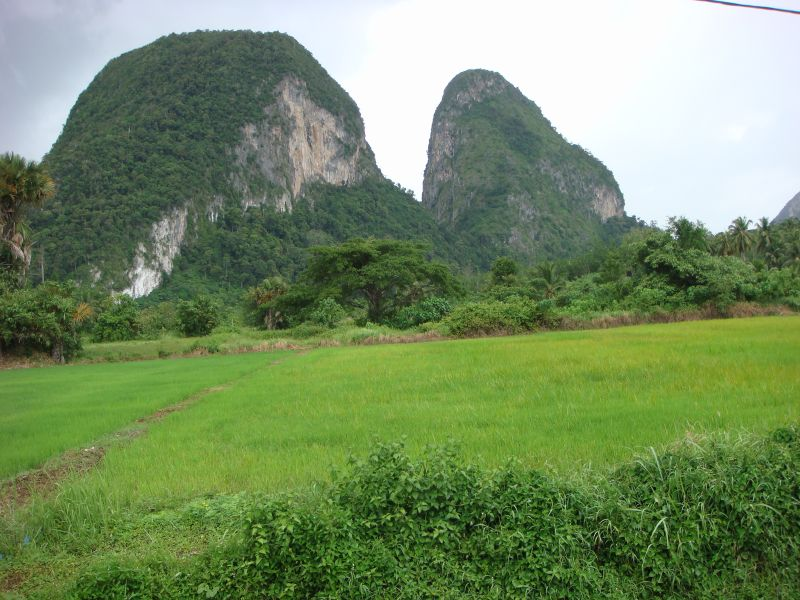
玻璃市的石灰岩山丘

位于马来半岛西海岸的最北部，与毗邻的吉打州、槟城州及霹雳北部县份构成马来西亚北部区域，简称北马。北部与泰国的沙敦府和宋卡府为邻，东南与南部与吉打州交界，西临马六甲海峡。
西北侧有38公里长的那卡湾山脉（Banjaran Nakawan），为全马最长石灰山脉，中部地区如武吉吉德里及北部地区有多座山丘，大多数为石灰山。地势从北向南降低，南部、东部与西岸为平原。大部分平原地区低于水平线61米。中国峰是最高点，721米高。
山势不高，多属季雨林，另一部分则是低地森林，河口一带有红树林。

### 气候
与泰国相同，属于热带季风气候，与马来半岛中南部的热带雨林气候不同。常年温度介于摄氏21至32度之间。有明显的旱季与雨季。十二月至五月是旱季，气候干燥炎热少雨；六月至十一月降雨量较高，九月至十一月为雨量最旺，有时雨季会延至十二月初。常年雨量介于2032毫米至2540毫米之间。

### 天灾
每逢十月至十二月降雨量连绵及增加，由于地形缘故，泰南的洪水会流向玻璃市平原地区，加上河水上涨，泛滥成灾。情况在政府实施的运河灌溉及排水计划后得到缓和。其中灾情最为严重有1982年大水灾、1988年大水灾、1997年大水灾和2005年大水灾。
每年印尼山火及林火引致的烟霾，降低空气质素。阴霾通常在6月到8月间发生。
12月至2月期间是甘蔗收成的时候。收割榨干后的甘蔗会被焚烧作为热能发电用途，不过，与此同时它的灰烬却随风升空。一条一条黑色的灰烬会飘落州内各地，远则可抵南边的吉打北部县份如古邦巴素、哥打士打、巴东得腊以及对岸的浮罗交怡。在农历新年前后飘起，似雪，从天飘落，因此人们也称之“黑雪”。

## 人口
玻璃市州是一个以马来人为多数群体的多民族的社会。
按2010年统计，玻璃市州人口达220,110人，马来人193,641人（87.98％）、华人17,522人（7.96％）、泰裔5,329人（2.41％）、印度人2,675人（1.22％）、其他土著943人（0.43％）、人口密度是273.56人／平方公里。除了联邦直辖区，玻璃市州是第4人口稠密州属，位于槟城、雪兰莪、马六甲之后。
主要居民是马来人、华人、泰裔（泰族）、印度人及其他。“唐暹”是华人与泰裔（泰族）通婚的后代，在玻州亦算普遍，主要因为华人与泰裔多生活在同一个社区，也可能是相同信仰佛教而容易融合。
玻璃市华裔当中则以闽南人居多。每年年初會舉辦盛大的八天宫诞，當地主要通用槟城福建话（闽南语）。

### 宗教
| 2010玻璃市各宗教信仰百分比 | 2010玻璃市各宗教信仰百分比 | 2010玻璃市各宗教信仰百分比 | 2010玻璃市各宗教信仰百分比 | 2010玻璃市各宗教信仰百分比 |
| -------------------------- | -------------------------- | -------------------------- | -------------------------- | -------------------------- |
| 宗教信仰                   | 宗教信仰                   |                            | 百分比                     | 百分比                     |
| 伊斯兰教                   | 伊斯兰教                   |                            | 87.9%                      | 87.9%                      |
| 佛教                       | 佛教                       |                            | 10.0%                      | 10.0%                      |
| 兴都教                     | 兴都教                     |                            | 0.8%                       | 0.8%                       |
| 基督宗教                   | 基督宗教                   |                            | 0.6%                       | 0.6%                       |
| 其他                       | 其他                       |                            | 0.3%                       | 0.3%                       |
| 中国民间信仰               | 中国民间信仰               |                            | 0.2%                       | 0.2%                       |
| 无神论                     | 无神论                     |                            | 0.2%                       | 0.2%                       |

截止2010年玻璃市州居民有87.9%是穆斯林，10.0%是佛教徒，0.8%是兴都教徒，0.6%是基督徒，0.2%信仰道教或中国民间信仰，0.3%是其他宗教而0.2%无宗教。

### 语言
玻璃市居民主要说玻璃市式马来语。马来语可依据不同地方而出现不同的腔调，或许可以归纳成次方言，因不同的音系或发音，每个地方腔调都有一些各自的造字，如东海岸腔（细分为吉兰丹腔、登嘉楼腔）、北马腔（细分为槟城、吉打、玻璃市腔）、南马腔（细分为柔佛腔）、沙巴腔、砂拉越腔，当中玻州马来语以北马腔为普遍。当地也通用华语和淡米尔语及一小部分泰南语言，但只在各自的族群使用。马来语作为国家官方语言的地位使其成为当地的共通语言，有时则使用英语。
玻璃市州华人多是福建人，相较于其他籍贯方言如潮州、广东、客家、海南、闽南语较广用，属于北马福建话。

## 政治
玻璃市拉惹是玻璃市的最高统治者。与其他君主制州属不一样，玻璃市最高统治者称为「拉惹」而非「苏丹」。
一院制的玻璃市州议会是该州的立法机构，共设有15席，巫统是过去该州最大政党，其所属的國民陣線从独立至第14届大选从未败选过，然而在第15届大选之后被国盟所取代，其中伊党为该州目前最大的政党，持有9席，其次为土团党，持有5席。而该州目前唯一的反对阵营，即希盟公正党，仅持有1席
州务大臣和州行政议会均需要经过拉惹委任。拉惹可依据其裁量权委任一名获州议会多数支持的州议员出任大臣，并依照州务大臣的建议委任州行政议员。
馬來西亞下議院222个席位中玻璃市占了其中的三席，并以该州的三个主要城镇亚娄、加央和巴东勿刹命名，其中亚娄及巴东勿刹由伊党持有，加央由土团党持有。该州也有权委任两个馬來西亞上議院议员，上议院的议员是由政府委任的，并设有60席。

## 行政区划

玻璃市的巫金

玻璃市因面积过小而不设县。但是，玻璃市如马来西亚县份一样，下面设有22个巫金（区级行政区），以下为玻璃市之巫金：
- 阿比（Abi）
- 亚娄
- 柏斯里（Beseri）
- 朱宾（英语：Chuping）
- 爪夷芭（Jejawi）
- 稼秧（Kayang）
- 哥佐（Kechor）
- 玻璃市港口
- 古隆阿奈（Kurong Anai）
- 古隆峇当（Kurong Batang）
- 古浪（Ngulang）
- 奥兰（Oran）
- 巴当抛（Padang Pauh）
- 巴耶（Paya）
- 巴东私令（Pedang Siding）
- 双弄（英语：Sanglang）
- 瑟纳（Sena）
- 诗里越（Seriab）
- 双溪阿当（Sungai Adam）
- 知知丁宜（英语：Titi Tinggi）
- 武丹阿芝（Utan Aji）
- 旺宾冬（Wang Bintong）

## 经济
经济以农业为主，其他辅助经济包括渔业、林业、制造业与轻工业、旅游业。

### 农业
农业当中，又以种植稻米为主。玻璃市南部与大部分地区为平原，所以适合作为稻田，与吉打州的广袤田地相连，所以共享“马来西亚米仓”之美称。
东部地区是一望无际的甘蔗园，由于地形适合，州内气候又属干燥，雨量极少，非常适合种植甘蔗。
其他农作物包括橡胶、烟草。
2007年以来，玻璃市政府极力推广玻州作为农产中心，其中在峇都巴辖（Sg. Batu Pahat）的武吉免登种植园里（Bukit Bintang Plantation）种植并出产了香甜芒果。玻璃市州内各处都有种植芒果，种类有“沙拉”、“牛奶芒”、“苹果芒”等等，其中又以“香甜”最为盛名，是玻州的特产。“香甜”是直接从其马来名字（Harumanis）意译。
另一特产是葡萄。玻州政府也研制出热带品种的葡萄而种植在武吉免登种植园。其他发展项目包括草药及西瓜。

### 渔业
玻璃市港口也是国内主要渔港之一，其他渔乡城镇包括双弄和新港。

### 制造业与轻工业
中型制造业与轻工业也是其中经济来源。中型制造业是把农产品加工制造，这包括坐落于朱宾的白糖提炼厂、武吉吉德里的水泥厂、武吉免登种植园里的芒果加工品，比如芒果腌制品、芒果汁、芒果酱等等。轻工业主要散布在爪夷芭（Jejawi）、玻璃市港口、巴东勿刹的工业区。

## 旅游
由于大部分土地充作农业用途，所以拥有许多田野美色，乡村的秀丽、宁静、简朴成了其迷人的因素。尽管是弹丸小州，大小城镇的基本设施应算齐全，居民生活淳朴开销费用低。除了田园景色，玻璃市还有许多大自然景色的魅力，因大部分天然景物仍未受到破坏。

### 加基武吉－暗窿
暗窿（Gua Kelam）距离加基武吉不到一公里，从加央北上大约26公里。加基武吉是早年大马著名采锡区，它是一个石灰石洞穴，锡矿采自地下洞穴或石灰悬崖的缝隙中。暗窿是东南亚第二大天然岩石的生态山洞景观，洞里建有一道全长约370米的钢骨桥梁，取代旧式的悬式吊桥，彩色灯饰照亮洞内的石笋和钟乳石。原本只是小溪流经的天然岩洞，采锡者把它挖掘成现今的通道，利用洞穴，把锡米运出。形成这道全马来半岛第二长的洞穴通道。所采用的是大马独一无二的洞穴采矿法，这是危险性极高的采矿法。
山洞里也拥有地下水道。周围还有山泉、鹿园。通往通道的尽头就是旺当加（Wan Tangga）的山谷，有小小的林荫公园、小桥、流水，环山围绕，极似世外桃源。

### 美拉提湖
美拉提湖（Tasik Melati）距离加央以北大约十公里，是一个浅显的湖。原为天然的湿地，经过人工扩大，成为现今的面貌。湖中原有大大小小沙洲近150座，现今剩下约128座。可以漫步于人造钢骨桥梁上，抑或乘着舢板到湖中央。周围设备齐全，有走道、儿童游乐场、人造景观、凉亭、脚底按摩走道等等。散心、观鱼赏鸟、野餐合适地点。
东北处还可以隐约见到武吉吉德里的洋灰厂及秀丽的武吉吉德里石灰山。

### 峇都巴辖
峇都巴辖（Sg. Batu Pahat）位于加央以北大约九公里，是休闲好去处。峇都巴辖范畴里拥有许多休闲区。其中有飞禽公园。还有全马唯一的蛇园（Taman Ular），主要收集了各式各样的蛇种，包括有毒与无毒的，还有其他爬虫类、灵长类。由于玻璃市的地形以石灰洞穴及平原的田地为多，所以蛇只的踪影遍布各角落。蛇园的设立主要是为了研究抵抗蛇毒的血清。除了作为科学研究用途外，这里也开放供游客参观。蛇园附近是布特拉高尔夫俱乐部（Putra Golf Club）,是一个具挑战性的18洞高尔夫球场。其他还有云丁古布瀑布（Genting Kubu Waterfall）。

### 武吉亚逸
峇都巴辖直上大约四公里就是武吉亚逸（Bukit Ayer），途中会经过武吉免登种植园。武吉亚逸一带有几个天然休闲区，包括草药公园（Taman Herba）和武吉亚逸休闲公园（Taman Rekreasi Bukit Ayer）。
武吉亚逸休闲公园里包括季雨林、低地森林、瀑布、山泉、水池。

### 武吉古布休闲森林区、哥打卡秧博物馆
武吉古布休闲森林区（Taman Rekreasi Bukit Kubu）距离玻璃市港口大约一公里。
休闲区内有一座小湖、荫下走道和眺望台。其中范围内的旺槟榔石灰山（Bukit Pinang）里有许许多多石灰洞穴，是武吉古布休闲森林区的特色，所以也被称为“洞穴公园”。休闲区范围内的多座石灰山相信与浮罗交怡的其林地质森林公园（Kilim Geoforest Park）同时期形成。
不到半公里处有一座哥打卡秧博物馆（Muzium Kota Kayang），距离加央市约五公里。博物馆位于的地方是稼秧（Kayang），超过5000多年的历史及该地、玻璃市的地质、地理历史都一览无遗，其中包括古印度时期的佛教文物以及在该地掘到的古物。

### 加央

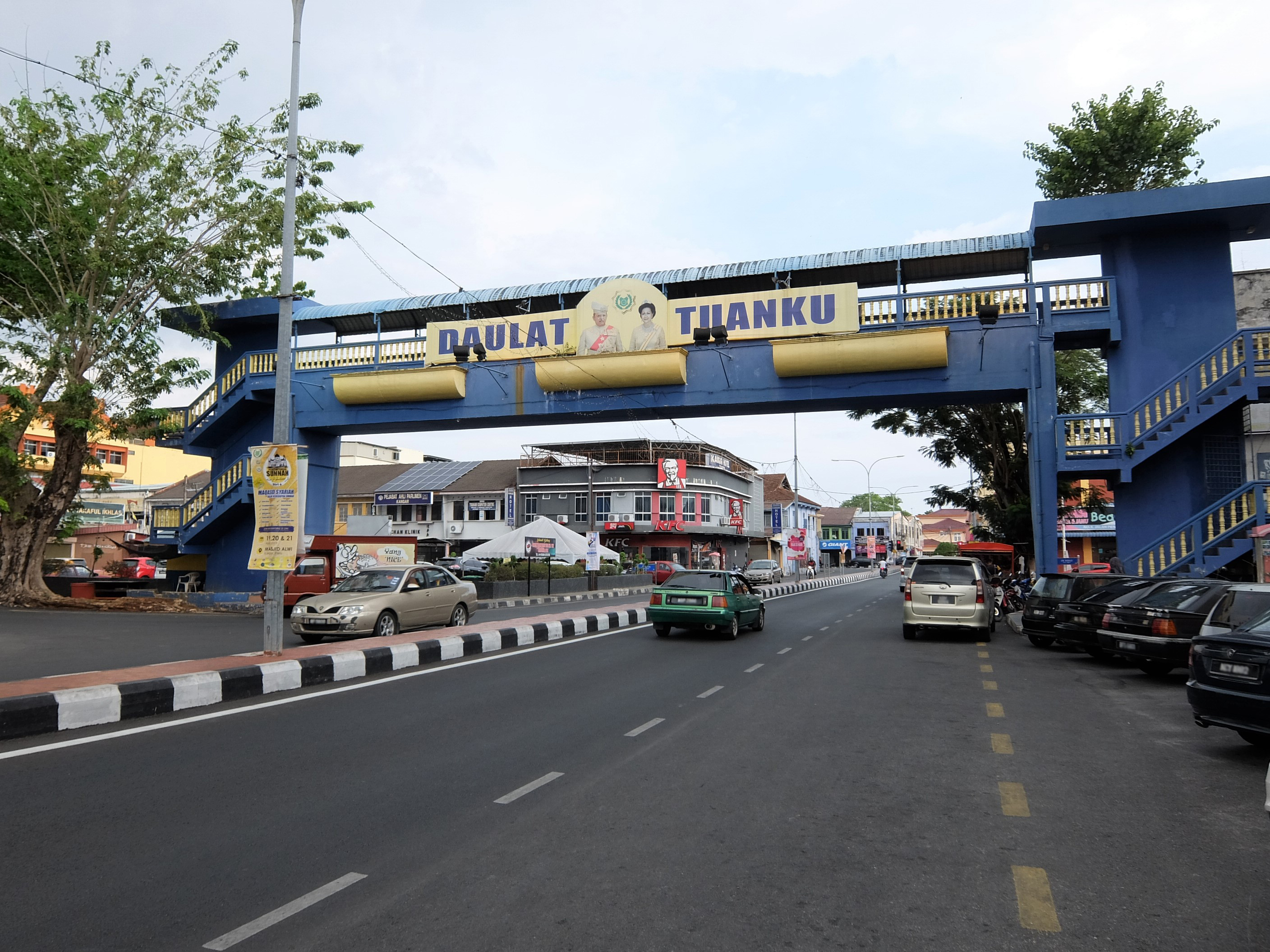
玻州首府加央

加央是玻州首府，也被誉为安宁城市（Bandar Sejahtera），当地有许多地标及休闲区，其中计有金禧交通圈（Bulatan Jubli Emas）、大钟楼、拿督锡阿末广场（Dataran Dato' Sheikh Ahmad）、玻璃市河广场（Dataran Sungai Perlis）、玻璃市河公园（Taman Sg. Perlis）、州博物馆（Muzium Negeri）、阿威清真寺（Masjid Alwi）、打石山（Bukit Lagi）、珍德拉瓦希洞（Gua Cenderawasih）、九重葛公园（Taman Bunga Kertas）、玻璃市纪念碑（Memorial Perlis）等等、市政广场（亦称独立广场Padang Merdeka）、文化公园（Taman Budaya）。

### 亚娄
亚娄是玻璃市皇城，许多重要地标如皇宫（Istana Diraja）、皇家展览馆（Galeri Diraja）、皇家陵墓（Makam Diraja）、火车站及州清真寺（Masjid Negeri）。

### 巴东勿刹
位于马泰边界，一座城镇各分为马泰区域，于马来西亚区域的同称为巴东勿刹，在泰国区域的被称为暹罗镇（Pekan Siam）。是泰国人进入大马的重要关卡。有购物市集，是人们的购物天堂。附近也有一个于泰国接壤的边境城镇旺吉辇。

### 吉德里山
两座相连的石灰山，是一座人们眼里的情人山。有许多大大小小的石灰洞穴，是攀岩的好场所。

### 知玛打苏湖
知玛打苏湖（Tasik Timah Tasoh）是一个人造湖泊，其作为水库、防洪坝及发电使用。知玛打苏水坝于1987年施工并在1992年6月竣工。水库表面面积约为1300公顷或13.33平方公里，海拔29.1米，能容纳大约40京公升或8.8京加仑或4千万立方米的藏水。存水源自两道主要河流，即打苏河（Sungai Tasoh）和伯拉利河（Sungai Pelarit）。每年大约9千7百万立方米或97京公升的水源从这两道主河流入水库。这里也是观鸟和钓鱼景点。

### 玻璃市州立公园
玻璃市州立公园（Taman Negeri Perlis），坐落于玻璃市西北部，在全马最长石灰山脉—38公里长的那卡湾山脉（Banjaran Nakawan）范围内，是一个面积很大、范围包括几座森林保留地的自然生态公园。这里是热带湿润雨林，大部分树木在旱季时落叶，与赤道常绿雨林不同。有小部分则属于低地森林。生态种类繁多，有些稀有品种的动植物较多在这里发现。大部分石灰山都是在色陀结构（Formasi Setul）形成，属于奥陶纪时期。是相当早的沉积。其形成期距离现今大约5亿年之久。是生态环境与生物学、地层学分子考究的理想地方。有其他值得观光的地方包括伯拉利山（Bukit Pelarit）、龙吉山（Bukit Rongkit）、美兰蒂湖（Tasik Meranti）、玻璃市峰（Gunung Perlis）、旺布玛山洞（Gua Wang Burma）、暗窿（Gua Kelam）。

### 公园列表
以下为玻璃市内的公共休闲公园。
- 冷崇安杜亚（Lencongan Dua）公园
- 纸花园
- 双溪峇都巴辖休闲公园
- 加央独立公园
- 打石山公园
- 旺吉辇州立公园
- 双溪峇都巴辖草药园
- 武吉阿逸生态公园
- 玻璃市港口武吉古布生态公园
- 暗窿公园
- 默拉蒂湖（美兰蒂）公园
- 武吉仄尼休闲公园
- 亚娄河公园
- 玻璃市河畔休闲公园
- 加央河滨广场公园

### 古色建筑
店屋有加央大街的店屋。传统居屋有拿督旺阿末故居、亚娄黄屋、亚娄皇宫。其他建筑物有加央中央医院、德玛中学、大钟楼、阿威清真寺、加央保安宫、州博物馆、哥打稼秧博物馆、亚娄火车站、旧州清真寺及皇家陵墓、武吉吉德里火车站、市政广场、拿督锡阿末广场、加央的玻璃市河岸。

## 交通
玻璃市没有机场，所以只能通过苏丹阿都哈林机场和浮罗交怡国际机场入境。

### 空路
距离玻璃市最近的机场为吉打州甲抛峇底苏丹阿都哈林机场及浮罗交怡国际机场。然而，玻璃市州务大臣阿茲蘭曾于2015年州政府有意在朱宾工业园区附近興建一座小型飛機場，以帶動州内的經濟成長。

### 陆路
从吉打州进入玻州可通过三个主要公路，分别是樟仑－玻璃市港口高速公路、联邦1号公路和亚娄－日得拉高速公路。玻璃市可通过南北大道的樟仑出口转入樟仑－玻璃市港口高速公路之后抵达。从亚罗士打依联邦1号公路直上，将可抵达玻璃市十字港（Simpang Empat）。
玻璃市可从泰国入境，巴东勿刹设有一个关卡，并计划在未来24小时对外开放。

### 巴士
加央公积金局和打石山路（Jalan Bukit Lagi）附近有一个长途巴士总站；加央岸广场（Kayangan Square）和监狱路（Jalan Penjara）旁有一个本地巴士总站及计程车枢纽站。在玻璃市港口，长途巴士及计程车总站则坐落在渡头（Jeti）的附近。而玻璃市也是继森美兰州后第二个设有“我的巴士”服务的州属，最远可前往吉打亚罗士打。

### 渡轮
浮罗交怡瓜镇的码头提供衔接玻璃市港口的渡轮服务。

### 铁路
玻璃市内共有三个火车站，而三个火车站皆已经过电气复线化。其中亚娄站是最接近加央的火车站，距离加央20分钟车程。巴东勿刹站位于马泰边境，是西海岸铁路线和KTM通勤铁路北马区 1 巴东勿刹线的终点站，同时也是玻璃市的内陆港口，存放从泰国运输至槟城的货物。此外，玻璃市州内还有新开设的武吉吉德里站（Bukit Ketri）。

## 教育

### 高等教育
州内的高等学府包括：
- 玻璃市大學預科班學院（Kolej Matrikulasi Perlis, Arau）
- 玻璃市马来西亚大学（Universiti Malaysia Perlis）
- 亚娄玛拉工艺大学（Universiti Teknologi MARA, Arau）
- 玻璃市伊斯兰高等学府（Institut Pengajian Tinggi Islam Perlis）
- 亚娄社区学院（Kolej Komuniti Arau）
- 新路端姑赛西拉洳汀工艺学院（Politeknik Tuanku Syed Sirajuddin, Pauh）
- 玻璃市港口国家青年技术学院（Institut Kemahiran Belia Negara, Kuala Perlis）
- 加央工业培训学院（Institut Latihan Perindustrian, Kangar）
- 玻璃市师範学院（Maktab Perguruan Perlis）
- 英特拉卡秧岸科技与专业学院（Kolej Teknologi & Profesional Indera Kayangan）
- 玛拉技术学院（Institut Kemahiran MARA, Beseri）

### 国民型华文中学
- 玻璃市国民型华文中学 SMJK PERLIS

### 国民型华文小学
州内的华文小学包括：
- 振汉华文小学 SJK (C) CHIN HUN
- 群修华文小学 SJK (C) CHOON SIEW
- 华益华文小学 SJK (C) HWA AIK
- 启明华文小学 SJK (C) KHAY BENG
- 群益华文小学 SJK (C) KHOON AIK
- 公益华文小学 SJK (C) KONG AIK
- 公华华文小学 SJK (C) KONG HWA
- 巴冬华文小学 SJK (C) PADANG BESAR (U)
- 新邦华文小学 SJK (C) SIMPANG AMPAT
- 新民华文小学 SJK (C) SIN MIN